# 昂戈隆

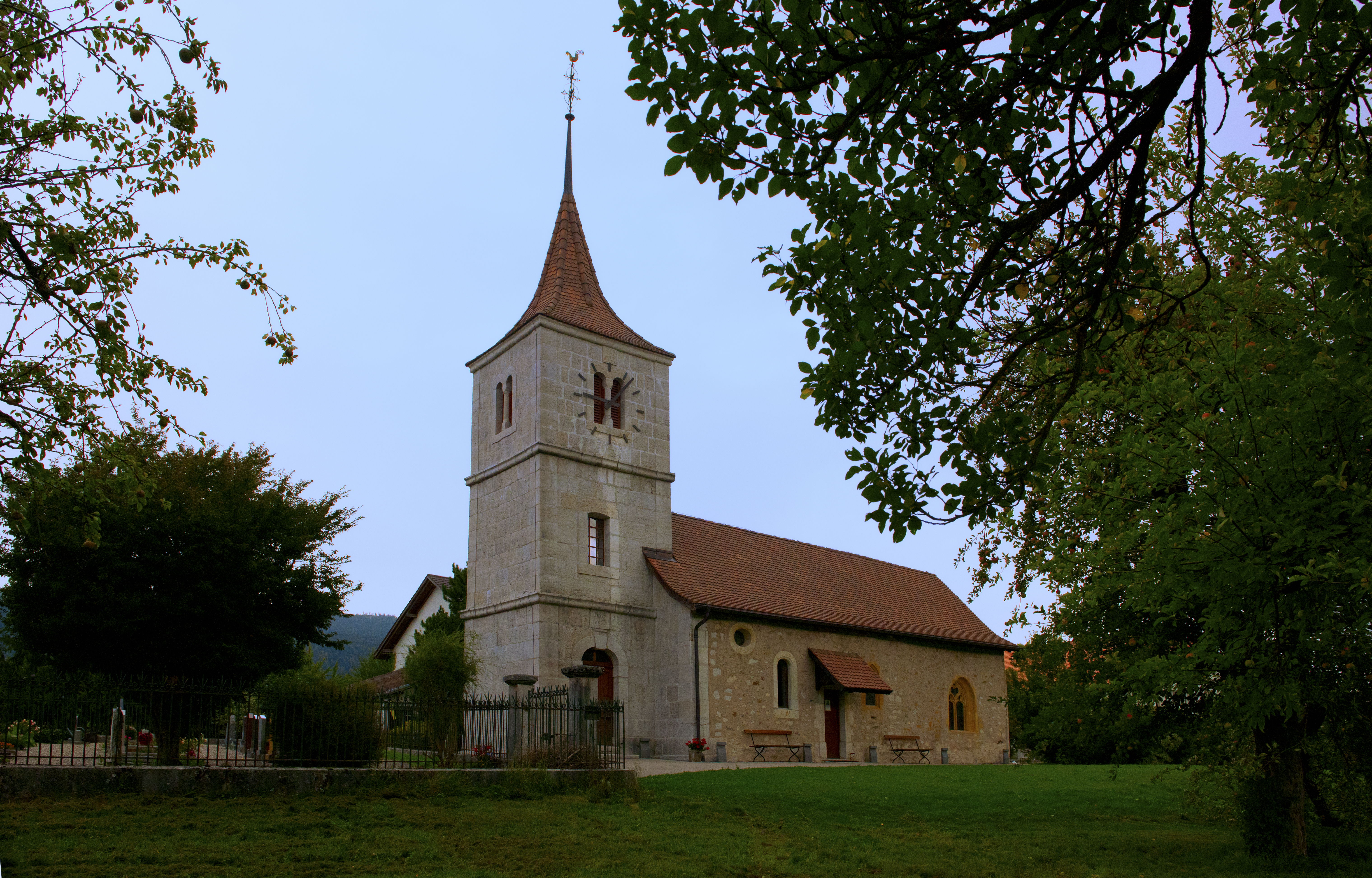

昂戈隆是瑞士的城鎮，位於該國西部，由納沙泰爾州負責管轄，面積2.62平方公里，海拔高度727米，2011年人口97，七成人口信奉基督教，人口密度每平方公里37人。